# 阿拉戈斯州埃斯特雷拉
阿拉戈斯州埃斯特雷拉（葡萄牙語：Estrela de Alagoas）是巴西阿拉戈斯州的一个市镇。总面积264.2平方公里，总人口16003人，人口密度60.6人/平方公里。